# Eric Larsson
Eric Larsson (i riksdagen kallad Larsson i Freluga), född 5 oktober 1838 i Bollnäs, Gävleborgs län, död 24 februari 1905 i Bollnäs, var en svensk bruksägare och riksdagspolitiker. 
Larsson var ägare till Freluga bruk i Bollnäs. Han var som riksdagsman ledamot av riksdagens första kammare 1896-1903 invald i Gävleborgs läns valkrets. 